# Bälinge (gmina Luleå)
Bälinge – miejscowość (tätort) w Szwecji, w regionie administracyjnym (län) Norrbotten, w gminie Luleå.
Według danych Szwedzkiego Urzędu Statystycznego liczba ludności wyniosła: 308 (31 grudnia 2015), 296 (31 grudnia 2018) i 302 (31 grudnia 2019).